# Clube Desportivo Lajense
O Clube Desportivo Lajense é um clube desportivo com sede na vila de Lajes do Pico, Açores.

## História
O clube foi fundado a 1 de Abril de 1924.
É de notar o reconhecimento oficial, pelo Governo dos Açores, como Instituição de Utilidade Pública, sendo o clube mais representativo do concelho das Lajes do Pico.
Já vai longe o dia em que o Lajense, da avoenga Vila Baleeira dos Açores, se deslocou à Vila da Madalena para defrontar e vencer o Pico Sport, essa primeira jornada futebolística na ilha do Pico, segundo reza a história.
Em 31 de Março de 1924, a solicitação dos organizadores do Clube e entusiastas desse desporto, que então dava os seus primeiros passos na Vila, a Edilidade Lajense concedeu autorização para se iniciarem os trabalhos de limpeza dos muitos lixos e terraplanagem no sitio onde se situou por 80 anos o antigo Campo Municipal da Vila Sul do Pico.
A escritura e os estatutos constitutivos dessa associação desportiva tem data de 15 de Abril de 1924 e são aprovados por Alvará do Governo Civil em 28 do mesmo mês.
É portanto o mais antigo clube de futebol da ilha do Pico, e um dos mais antigos da Região Autónoma dos Açores.
Sendo um dos mais representativos, não deixou por isso de ter uma vida atribulada ao longo dos anos.
Viu-se noutros tempos na necessidade de disputar o Campeonato da ex-F.N.A.T., única entidade que organizava provas de futebol em todas as ilhas, já que, até ao princípio dos anos oitenta, as provas oficiais das Associações de Futebol da Horta, Angra e Ponta Delgada, apenas se confinavam à participação dos clubes das próprias ilhas, Faial, Terceira e São Miguel, respectivamente.
Conseguiu mesmo ser campeão da FNAT do ex-distrito da Horta (Ilhas do Faial, Pico, Flores e Corvo), por volta de 1960 e mais tarde, já com o INATEL (entidade que substituiu a FNAT) sagrou-se por duas vezes campeão dos Açores e uma vez vice-campeão Nacional.
Desde que iniciou a sua participação no Futebol federado, a par de outros clubes do Pico, o Lajense tem sido um digno representante do futebol da sua ilha, na Região e mesmo no Continente.
Além de meritórias participações na Taça de Portugal, onde conseguiu ir além das primeiras eliminatórias, sagrou-se campeão da Associação de Futebol da Horta, o pquel lhe valeu ter sido o primeiro clube do Pico e sem ser dum das 3 principais Ilhas (São Miguel, Terceira e Faial) a participar num Campeonato Nacional.
Jogadores que atingiram a 3ª eliminatória da Taça de Portugal em 1986/87, algo até então inédito para equipas açorianas:
João Machado, Rui Madruga, Roberto Silva,Osvaldo Inácio, Fernando Silva, Clarêncio Vieira, Jorge Meneses, Rui Lima, Hugo Goulart, João Ponte, José Ribeiro, Manuel Melo, Deodato Azevedo, Daniel Martimiano, Carlos Aguiar, Onório Brum, José Bettencourt, Paulo Alves, José Fernandes;
Jogadores campeões da Associação de Futebol da Horta em 1995/96:
António Madruga, Hélder Ribeiro, Mário Azevedo, Paulo Bettencourt, Roberto Medeiros, Tibério Neves, Paulo Alves, José Bettencourt, João Alemão, Roberto Silva, Deodato Azevedo, Rogério Soares, Luís Ribeiro, Reinaldo Silva, Joaquim Silva, Jesse Pereira, Pedro Silva, Eduardo Silveira, Nelson Silva, Hélder Silva;

## Estádio
No Clube é praticada principalmente o futebol, e disputa os jogos em casa no novo Campo de Jogos Municipal das Lajes do Pico inaugurado em Fevereiro de 2008.

## Palmarés e dados relevantes
- Soma 235 jogos no Campeonato Distrital da Associação Futebol da Horta (AFH), onde atingiu a sua melhor classificação em 1995-1996, o 1.º lugar da AFH e consequentemente inédita subida à III Divisão Nacional, onde foi a 1.ª equipa sem ser das 3 principais ilhas dos Açores (São Miguel, Terceira e Faial) a jogar numa competição nacional.
- Campeão da Associação de Futebol da Horta 95/96
- 6 vezes Campeão da Ilha do Pico 84/85; 90/91; 92/93; 93/94; 94/95; 99/00
- 3 vezes Campeão Açoriano do INATEL 62/63; 80/81; 81/82
- Vice-Campeão Nacional do INATEL 80/81
- Finalista da Taça Açores (87/88)
- 12 Taças do Pico
- Primeira equipa Açoriana a chegar à 3ª Eliminatória da Taça de Portugal
- Única equipa de Portugal a jogar nos Distritais a chegar aos 1/32 avos de Final da Taça de Portugal em 86/87, sendo por isso em 191 equipas a 55.º com melhor participação nessa edição da Taça de Portugal.
- Maior vitória em todos os escalões -> Clube Desportivo Lajense 47 - 0 Clube Boavista de São Mateus (Juvenis época 2004/2005) (jogo não homologado pela AFH por alegadas irregularidades)

## Histórico em Futebol(inclui 10/11)
|         | Divisão     | Nº Equipas | Posição | Jogos | Vitórias | Empates | Derrotas | G. Mar. | G. Sof. | Pontos |  |
| ------- | ----------- | ---------- | ------- | ----- | -------- | ------- | -------- | ------- | ------- | ------ |  |
| 1983/84 | Distrital   | 5          | 3º      | 8     | 3        | 1       | 4        | 10      | 17      | 7      |  |
| 1984/85 | Distrital   | 4          | 1º      | 6     | 3        | 3       | 0        | 9       | 5       | 9      |  |
| 1985/86 | Distrital   | 4          | 2º      | 6     | 3        | 0       | 3        | 9       | 7       | 6      |  |
| 1986/87 | Distrital   | 4          | 2º      | 6     | 4        | 0       | 2        | 13      | 10      | 8      |  |
| 1987/88 | Distrital   | 4          | 3º      | 6     | 3        | 1       | 2        | 19      | 9       | 7      |  |
| 1988/89 | Distrital   | 6          | 3º      | 10    | 6        | 0       | 4        | 16      | 13      | 12     |  |
| 1989/90 | Distrital   | 6          | 2º      | 10    | 7        | 0       | 3        | 14      | 7       | 14     |  |
| 1990/91 | Distrital   | 6          | 1º      | 10    | 8        | 1       | 1        | 24      | 6       | 17     |  |
| 1991/92 | Distrital   | 6          | 2º      | 10    | 8        | 1       | 1        | 24      | 13      | 17     |  |
| 1992/93 | Distrital   | 6          | 1º      | 10    | 8        | 2       | 0        | 23      | 4       | 18     |  |
| 1993/94 | Distrital   | 6          | 1º      | 10    | 7        | 3       | 0        | 22      | 8       | 17     |  |
| 1994/95 | Distrital   | 5          | 1º      | 8     | 7        | 1       | 0        | 22      | 13      | 15     |  |
| 1995/96 | Distrital   | 7          | 2º      | 12    | 8        | 3       | 1        | 26      | 7       | 27     |  |
| 1996/97 | III Divisão | 10         | 10º     | 26    | 3        | 4       | 19       | 20      | 67      | 13     |  |
| 1997/98 | Distrital   | 5          | 2º      | 8     | 6        | 0       | 2        | 16      | 7       | 18     |  |
| 1998/99 | Distrital   | 4          | 2º      | 6     | 2        | 3       | 1        | 9       | 5       | 9      |  |
| 1999/00 | Distrital   | 4          | 1º      | 12    | 9        | 1       | 2        | 39      | 6       | 28     |  |
| 2000/01 | Distrital   | 9          | 4º      | 16    | 8        | 3       | 5        | 31      | 23      | 27     |  |
| 2001/02 | Distrital   | 11         | 3º      | 20    | 14       | 4       | 2        | 49      | 17      | 46     |  |
| 2002/03 | Distrital   | 9          | 3º      | 16    | 7        | 5       | 4        | 26      | 20      | 18     |  |
| 2003/04 | Distrital   | 10         | 6º      | 18    | 4        | 6       | 8        | 23      | 43      | 18     |  |
| 2004/05 | Distrital   | 10         | 8º      | 18    | 5        | 2       | 11       | 24      | 31      | 17     |  |
| 2005/06 | Distrital   | 8          | 6º      | 28    | 3        | 9       | 13       | 39      | 51      | 27     |  |
| 2006/07 | Distrital   | 7          | 6º      | 12    | 3        | 2       | 7        | 14      | 25      | 11     |  |
| 2007/08 | Distrital   | 6          | 5º      | 20    | 5        | 4       | 11       | 20      | 38      | 19     |  |
| 2008/09 | Distrital   | 5          | 5º      | 16    | 1        | 0       | 15       | 13      | 47      | 3      |  |
| 2009/10 | Distrital   | 5          | 5º      | 16    | 2        | 2       | 12       | 20      | 36      | 8      |  |
| 2010/11 | Distrital   | 5          | 3º      | 16    | 6        | 3       | 7        | 36      | 24      | 21     |  |
| Total   | ---         | ---        | ---     | 360   | 156      | 64      | 140      | 610     | 559     | 465    |  |

| Bandeira de Portugal · Soccer icon | Este artigo sobre clubes de futebol portugueses é um esboço. Você pode ajudar a Wikipédia expandindo-o. |